# Claude-Emmanuel Lhuillier
Claude-Emmanuel Lhuillier (* 1626 in La Chapelle Saint-Denis; † September 1686 in Paris), nach seinem Geburtsort auch Chapelle genannt, war ein französischer Dichter und Literat.
Er wurde als Sohn des Rechnungsbeamten François Lhuillier geboren und besuchte das Collège Henri-IV de La Flèche, wo er Bekanntschaft mit René Descartes und Jacques Vallée Des Barreaux schloss und der Liebhaber des Letzteren wurde. Er war Schüler des Philosophen Pierre Gassendi, dessen epikureische Lehren er übernahm. Zu seinem Freundeskreis zählten Molière und Cyrano de Bergerac, er verkehrte im Salon von Marguerite Hessein de La Sablière.
Lhuillier verfasste überwiegend kurze satirische und libertinistische Gedichte im anakreontischen Stil der Poésie fugitive. Daneben stellte er mit François Le Coigneux die Voyage curieux historique et galant, montrant plusieurs particularitez très considérables, ce qu’il y a de plus beau et de plus remarquable à voir au tour de la France, et autres traitez de galanterie, meslés de prose et de vers, par les plus beaux esprits de ce temps (1680) zusammen. Sein Gesamtwerk erschien 1854 im Druck, 1977 wurde es neu veröffentlicht.

## Werkausgabe
- Henriette Bellair (Hrsg.): Voyage de Chapelle et de Bachaumont. Paris 1927